# Frenulo del pene

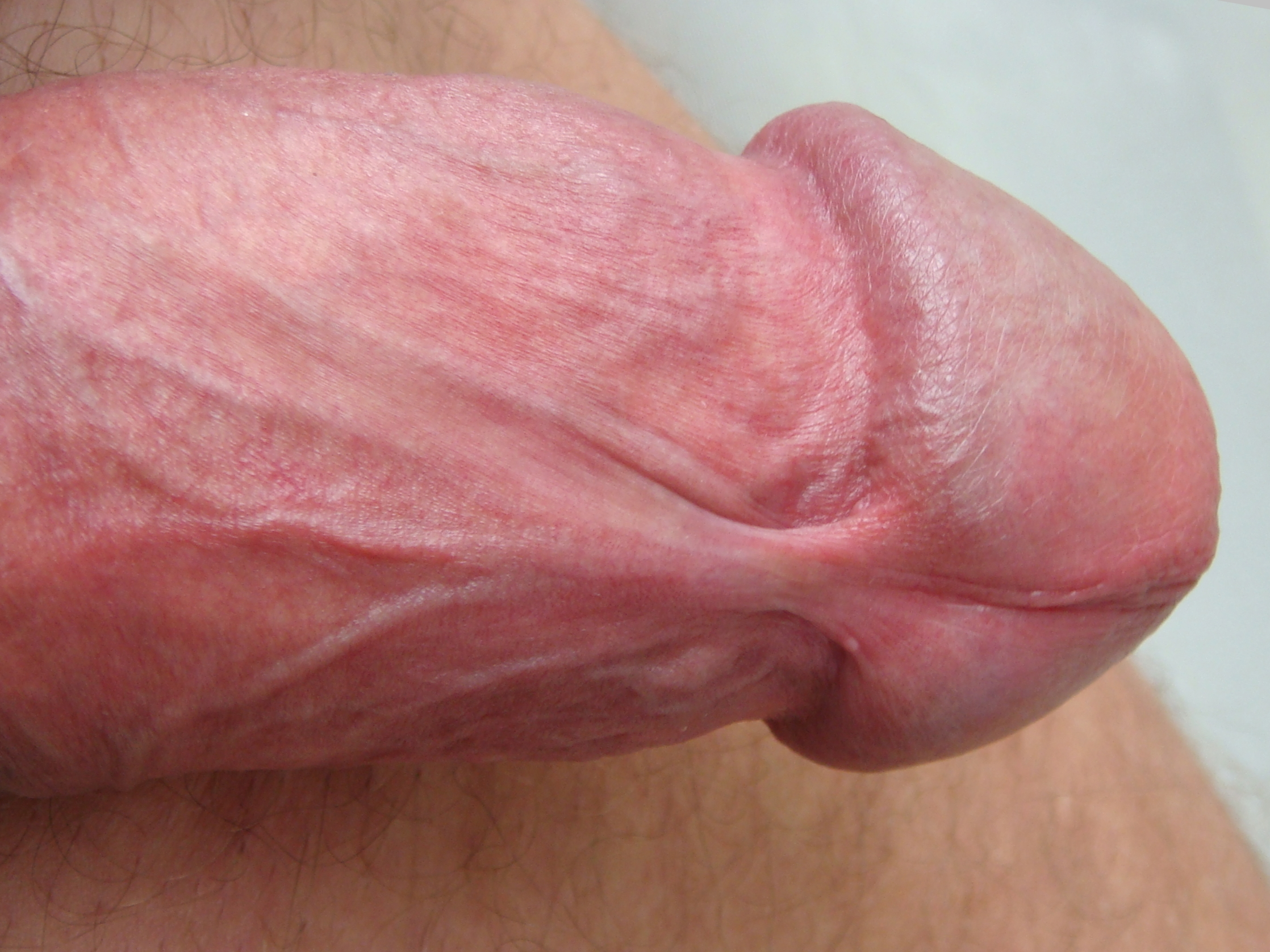
Frenulo normale

Il frenulo del pene è il sottile lembo di pelle che unisce il glande al prepuzio. Quando il pene è flaccido, il frenulo è solitamente nascosto all'interno del prepuzio, diventando quindi visibile solo al momento dell'erezione con il conseguente scoprimento del glande. Al contrario, nei soggetti circoncisi, il frenulo è normalmente rimosso al momento dell'operazione.

## Sensibilità
Questo tessuto è molto sensibile perché ricco di vasi sanguigni e di recettori nervosi. Per questo, se stimolato direttamente può provocare piacere, mentre una stimolazione troppo intensa può causare disagio. Se particolarmente sollecitato, può, come tutti i tessuti umani, andare incontro a lacerazioni parziali o totali, con sanguinamento e intenso dolore.

## Funzione

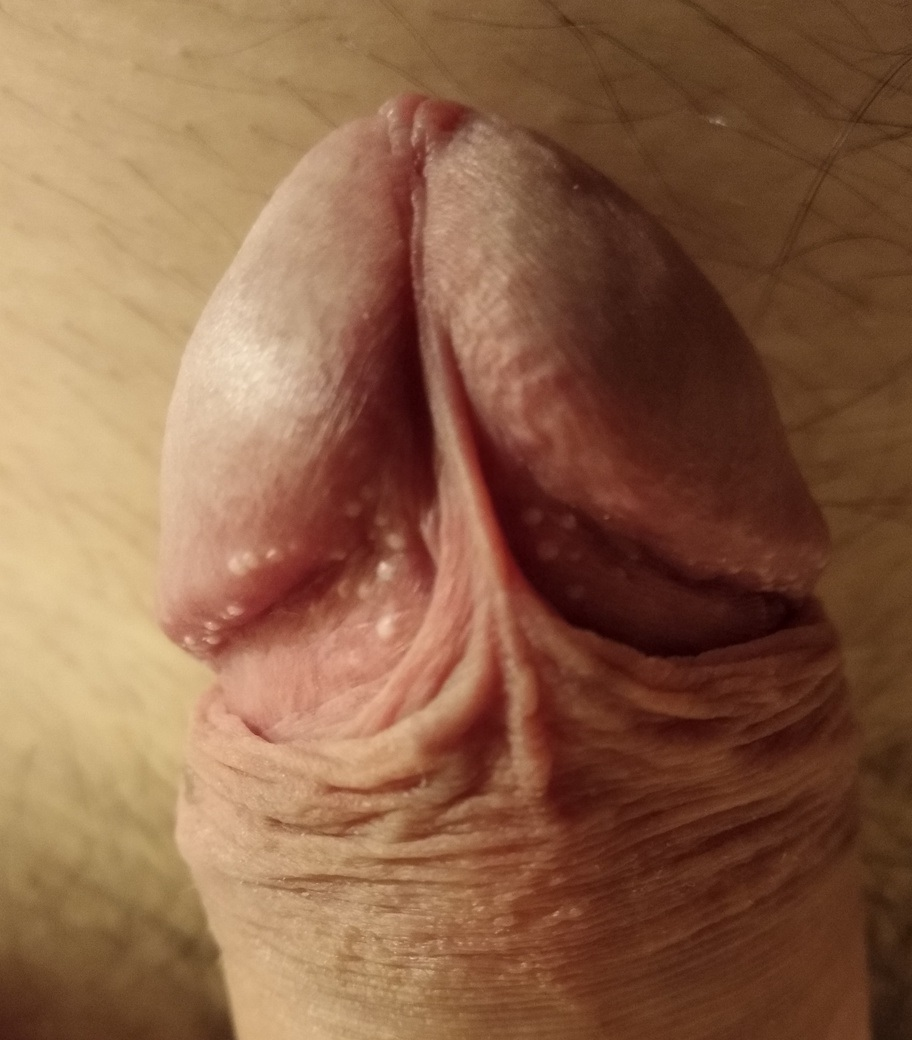
Glande scoperto: il frenulo risulta visibile

Tenendo in considerazione l'alta elasticità del frenulo, la sua prima funzione è in un certo senso meccanica. Serve infatti come “freno” (questo significa il termine) quando, durante l'erezione, si scopre il glande. In questo momento, il prepuzio si distende lungo il pene e il frenulo, se normoconformato e normoelastico, interviene limitandone l'escursione e impedendo una eccessiva trazione. Quando il pene torna poi flaccido, il frenulo garantisce pure la "ricopertura" del glande da parte del prepuzio, assicurandone il corretto posizionamento. Il frenulo ha però un suo ruolo preciso anche nella dinamica sessuale. È infatti molto ricco di recettori sensoriali, che hanno il compito di trasmettere sensazioni (di solito) piacevoli, ma anche dolorose o sgradevoli se il frenulo viene sottoposto a manovre incongrue o violente.

## Frenulo corto

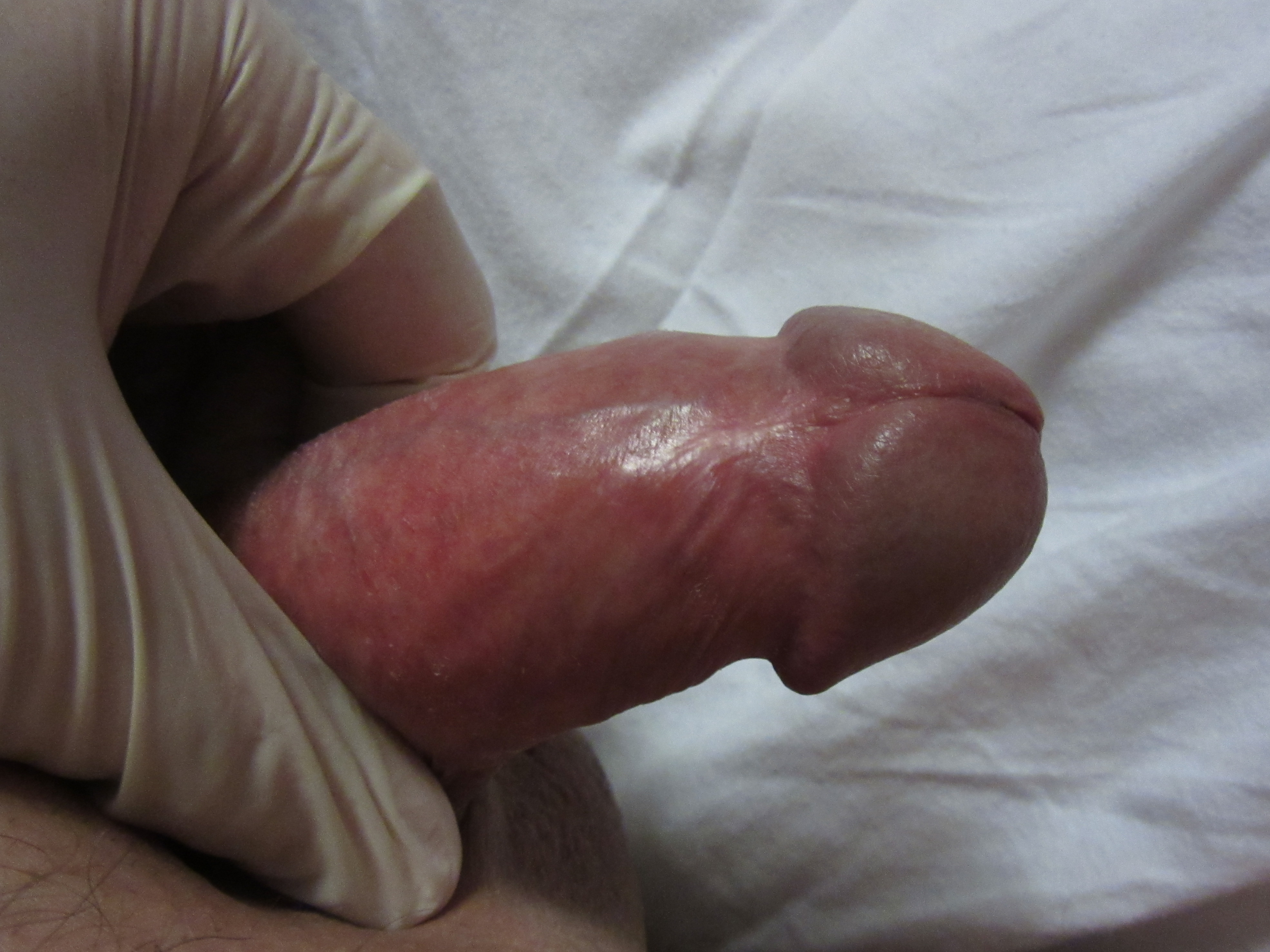
Pene dopo frenulotomia (a causa di frenulo corto)

In alcuni individui il frenulo rimane corto e impedisce al prepuzio di scoprire sufficientemente il glande, provocando talvolta una sensazione di fastidio durante l'erezione. In tali casi è possibile eseguire un intervento di frenulotomia, nel quale viene fatta una incisione sul frenulo in anestesia locale; il pene riprende la sua completa funzionalità dopo un mese circa. L'operazione è semplice e senza troppe complicazioni, l'unico possibile fastidio è la siringa utilizzata per l'anestesia, che viene effettuata esattamente nel glande, proprio accanto all'uretra.

## Lacerazione del frenulo
La lacerazione del frenulo può avvenire nel caso in cui il pene (o la vagina in caso di rapporto sessuale) non sia stato ben lubrificato o sia stato sottoposto a un'elevata sollecitazione. In caso di rottura cercare di disinfettare la ferita.

### Post operatorio
Dopo essere stati operati, è necessario attendere la perdita di tutti i punti di sutura, o a volte viene usato un bisturi elettrico e nessun punto di sutura sarà necessario.